# Love's Lariat
Love's Lariat er en amerikansk stumfilm fra 1916 af George Marshall og Harry Carey.

## Medvirkende
- Harry Carey som Sky High.
- Neal Hart.
- William Quinn som Allan Landers.
- Olive Carey som Goldie Le Croix.
- Pedro León.